# Blaine County (Idaho)
Das Blaine County ist ein County im Bundesstaat Idaho der Vereinigten Staaten. Der Verwaltungssitz ist in Hailey.

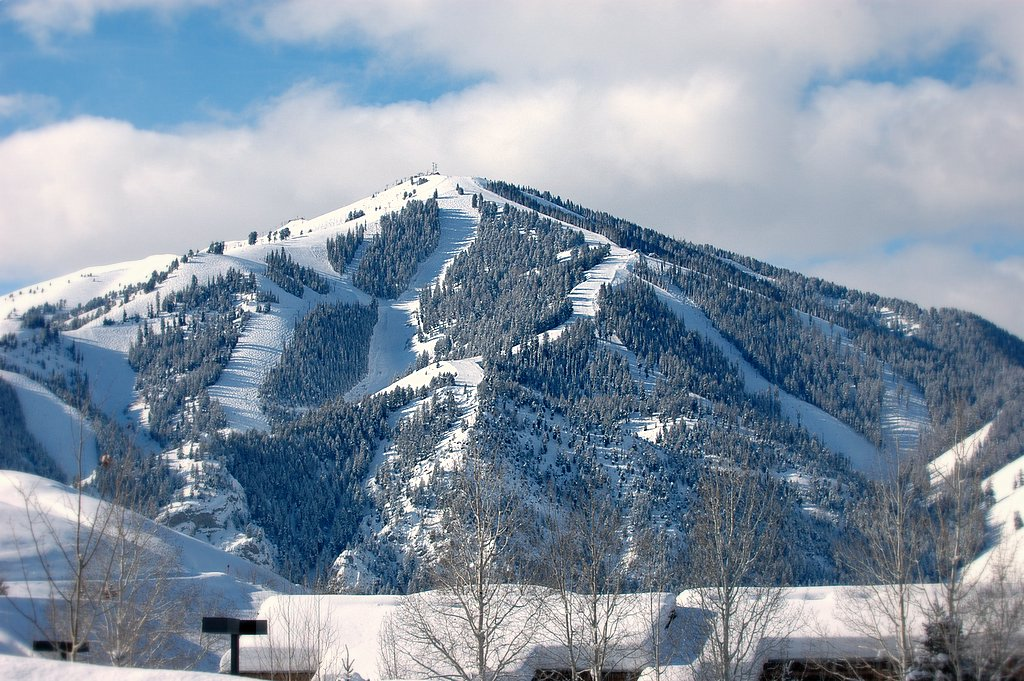
Blick auf den Bald Mountain bei Ketchum

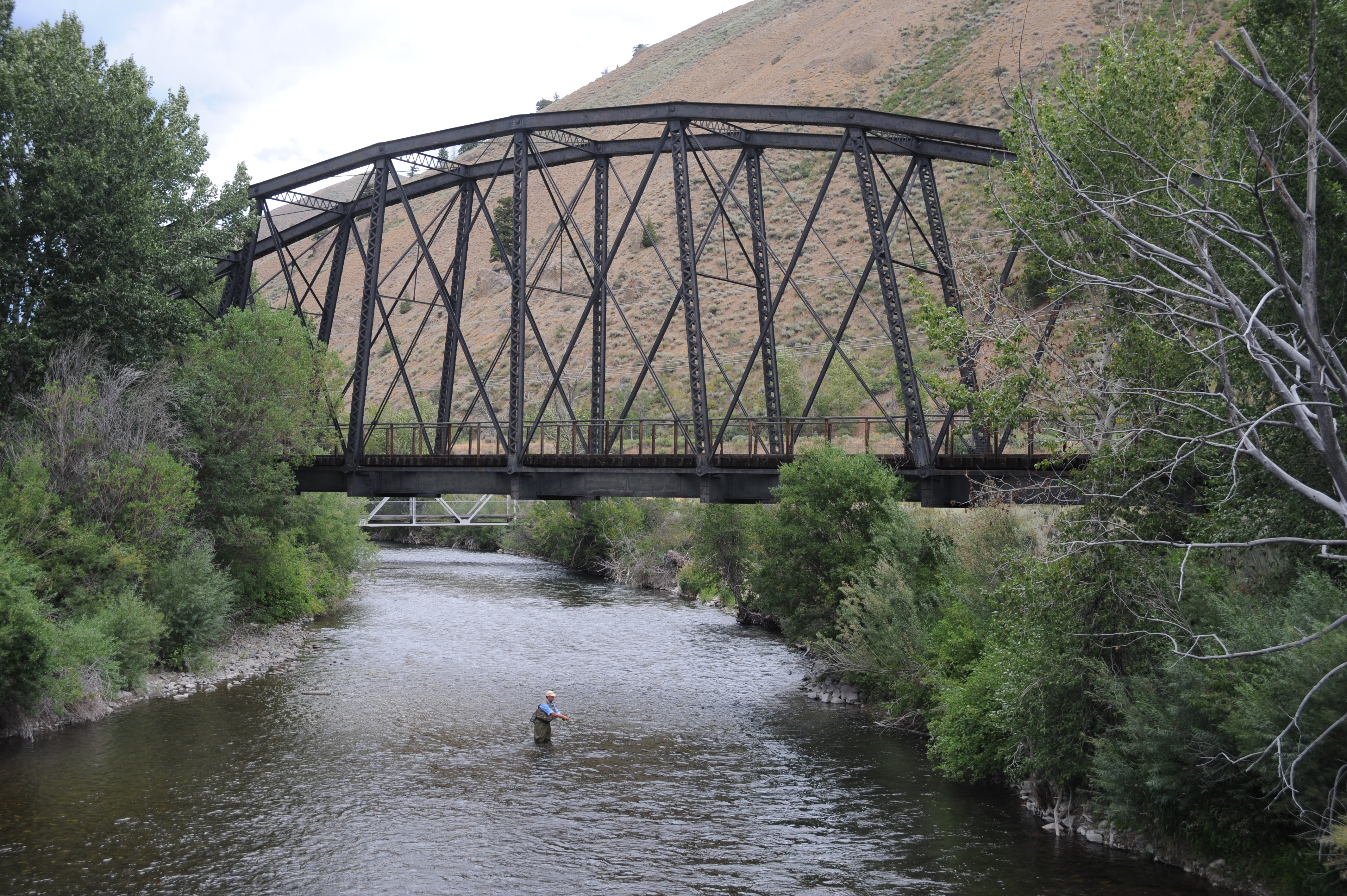
Gimlet Bridge

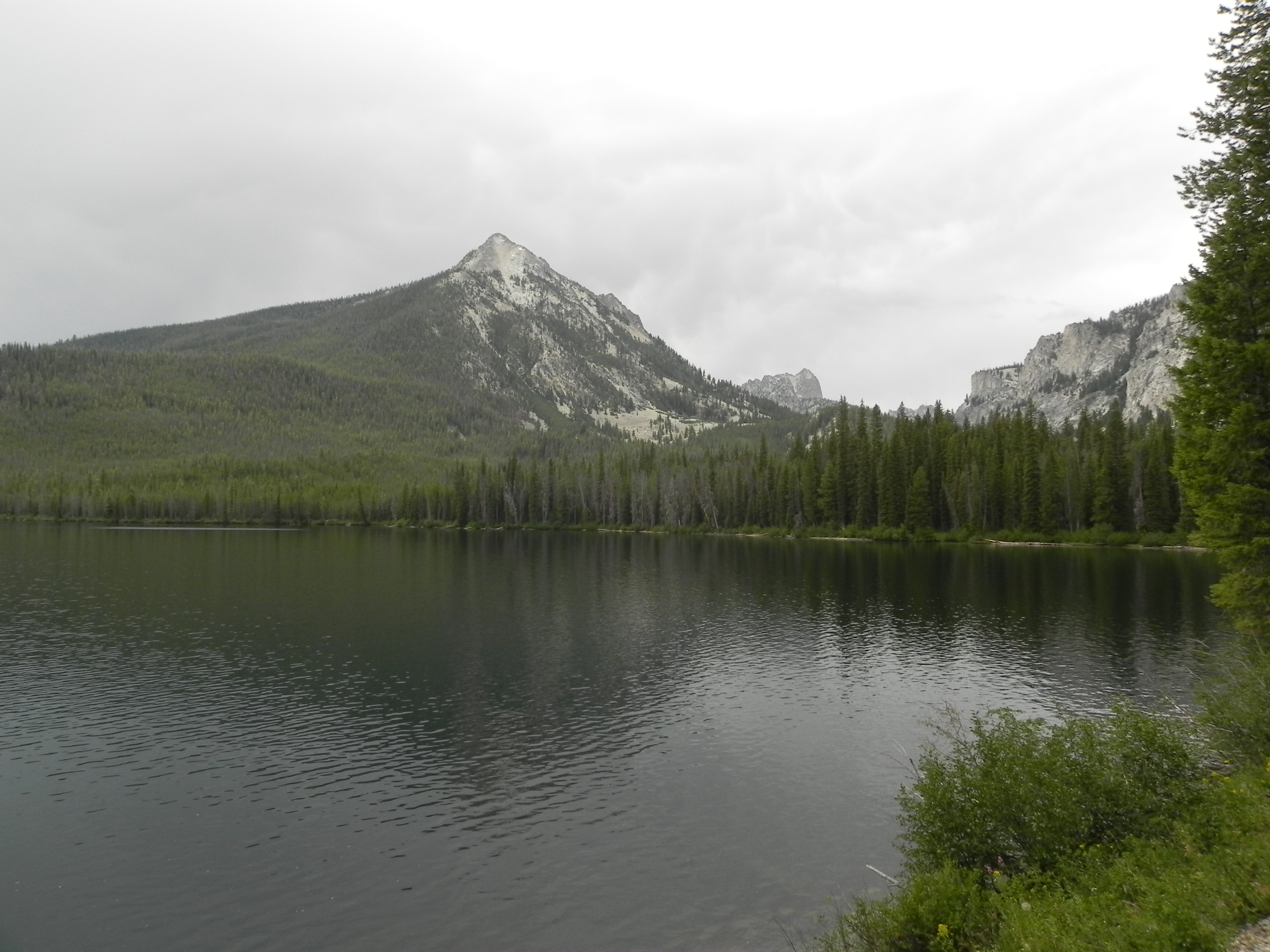
Pettit Lake im nationalen Erholungsgebiet Sawtooth, im äußersten Norden von Blaine County

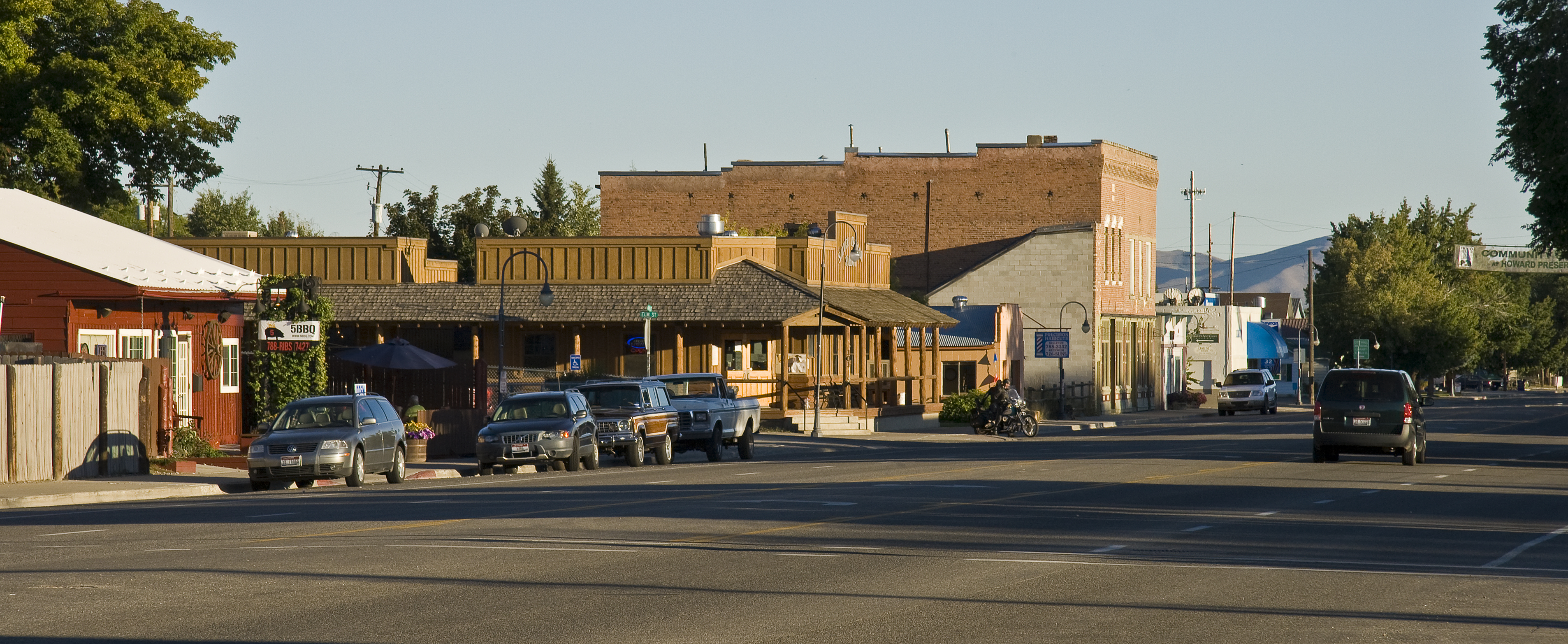
Das Zentrum von Bellevue

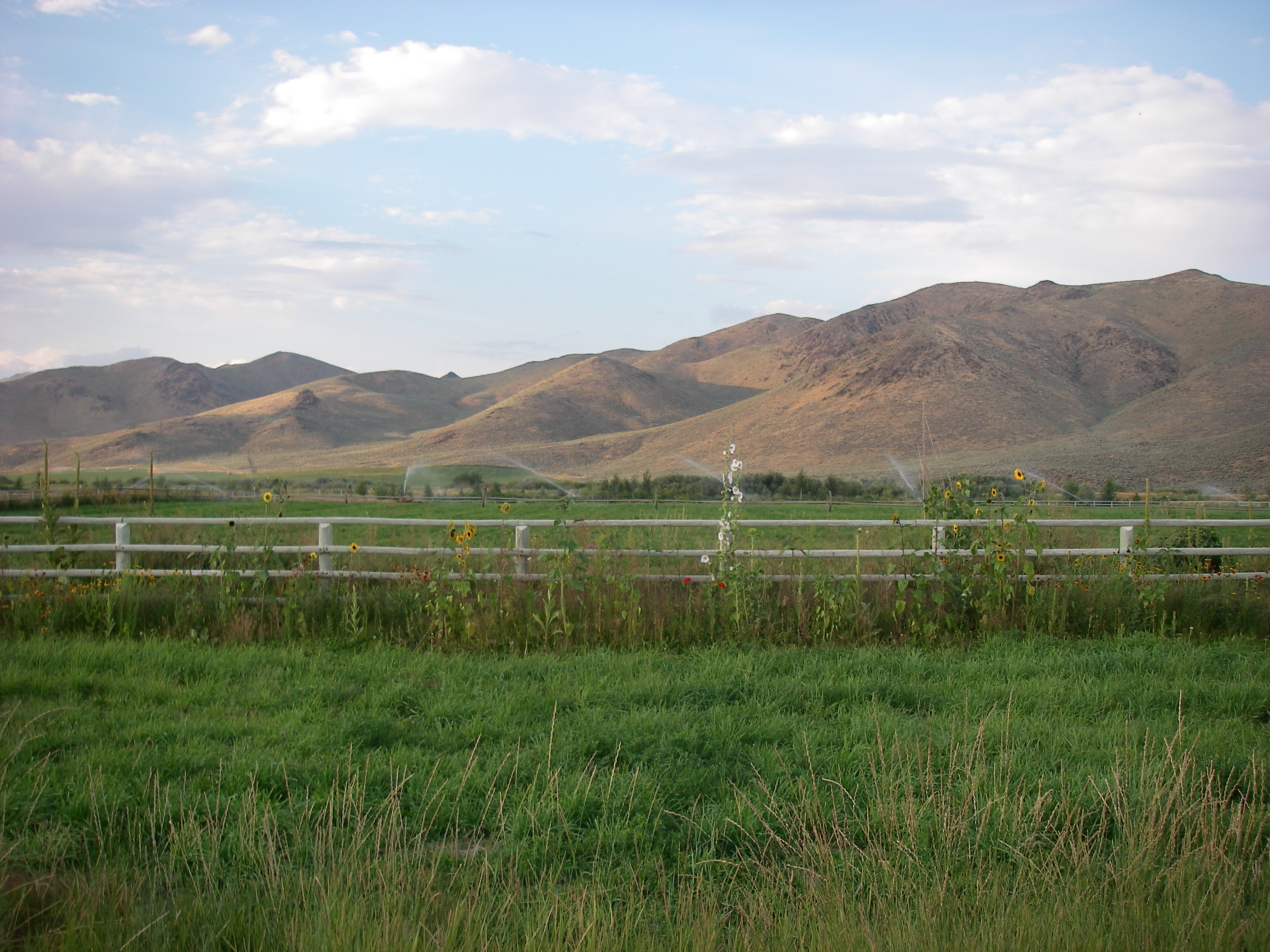
Wiesenlandschaft bei Picabo

## Geographie
Blaine County liegt etwas südlich des geographischen Zentrums von Idaho und hat eine Fläche von 6892 Quadratkilometern, wovon 42 Quadratkilometer Wasserfläche sind. Es grenzt im Uhrzeigersinn an folgende Countys: Butte County, Bingham County, Power County, Cassia County, Minidoka County, Lincoln County, Camas County, Elmore County und Custer County.
Der größte Teil des Countys liegt in der Basin-and-Range-Region, im Süden und Osten ragt es in die Ebene der Snake River Plain.
Teilweise auf dem Gebiet von Blaine County liegen das Nationalmonument Craters of the Moon, das nationale Tierschutzgebiet Minidoka und die Nationalforste Salmon-Challis und Sawtooth, wobei letzteres zugleich als nationales Erholungsgebiet eingestuft ist.

## Geschichte
Das Gebiet von Blaine County war zu Beginn des 19. Jahrhunderts von den später „sheep-eaters“ genannten Tukudeka-Indianern, die zu den Shoshone zählen, bewohnt. Die erste Weißen, deren Anwesenheit in der abgelegenen Region dokumentiert ist, waren eine Biberfänger-Expedition unter Leitung von Alexander Ross im Jahre 1824.
Nachdem 1860 im zentralen Idaho Gold gefunden wurde, kamen im Winter 1861/62 Tausende von Goldsuchern in die Berge Idahos. 1870 wurden die ersten Claims für Silber- und Bleierze ca. 25 Meilen nördlich vom heutigen Ketchum abgesteckt. Dort entstand bis 1879 die Zeltstadt Galena mit bis zu 800 Einwohnern.
Es kam zu Konflikten mit den Indianern, die schließlich 1879 der Ermordung fünf chinesischer Bergleute im Loon Creek beschuldigt wurden. Obwohl keine Beweise vorgelegt werden konnten, kam es in Folge zum „Sheep-eater War“, der mit der zwangsweise Umsiedlung von 51 Indianern in die Fort Hall Reservation endete. Damit war der Widerstand der Indianer gebrochen.
1879 wurde die am Eingang des Tales die Stadt Bellevue gegründet. Zur gleichen Zeit steckte der lokale Trapper David Ketchum weiter nördlich, etwa auf halbem Wege zwischen Bellevue und Galena einen Claim ab und gründete dort eine Siedlung, die zunächst aus Zelten bestand, die bald durch feste Gebäude ersetzt wurden. Die werdende Stadt sollte 1880 Leadville genannt werden, wegen der damals sicher nur erhofften zentralen Bedeutung für den lokalen Bergbau. Da dieser Name von der Postverwaltung nicht akzeptiert wurde, benannte man sie bald nach ihrem Gründer in Ketchum um.
Inzwischen hatte die Oregon Short Line Railroad ihre Eisenbahn-Linie von Wyoming nach Oregon quer durch Idaho fertiggestellt. Das rasch steigende Güteraufkommen im Tal des Big Wood River bewog die Gesellschaft, von ihrem Bahnhof in Shoshone (heute Verwaltungssitz von Lincoln County) eine Stichstrecke nach Norden zu bauen, die 1883 Hailey und 1884 Ketchum erreichte. Da die Strecke dort endete, wurde Ketchum nun tatsächlich zum Hauptumschlagzentrum für den Bergbau.
Das heutige Blaine County wurde am 5. März 1895 aus dem nicht mehr existenten Alturas County gebildet. Benannt wurde es nach James G. Blaine, einem US-amerikanischen Politiker, Sprecher des Repräsentantenhauses und zweifachem Außenminister.
Nachdem der Boom des Bergbaus bereits in den 1890er Jahren wieder abgeklungen war, wurden in Ketchum nun Schafe verladen, die im Sommer in der Umgebung weideten. In den späten 1920er Jahren war der Bahnhof in Ketchum Amerikas größter Umschlagplatz für Schafe.
Der Urlaubsort Sun Valley wurde 1936 als Wintersportort am Bald Mountain angelegt und ist seitdem eine eigene Stadt, direkt angrenzend an Ketchum. Seitdem verkehren hier auch viele Prominente.
21 Bauwerke und Stätten des Countys sind im National Register of Historic Places eingetragen.

## Politik
Blaine County gilt als Hochburg der demokratischen Partei im ansonsten stark republikanisch geprägten Idaho. So stimmten bei der Präsidentenwahl 2020 67 % der Wähler für Biden, der in den umliegenden Countys nur Werte um 25 % erreichte.

## Gemeindeteile

### Städte
Die vier größeren Städte von Blaine County sind auf einer Länge von etwa 30 Kilometern durch den Big Wood River und den parallel verlaufenden Idaho State Highway 75 verbunden. Von Süd nach Nord sind dies (alle Einwohnerzahlen nach dem Zensus 2010)
- Bellevue, am Eingang des Tales, mit 2.287 Einwohnern
- Hailey, benannt nach John Hailey, Verwaltungssitz von Blaine County, mit 7.960 Einwohnern
- die Stadt Ketchum, Endpunkt der ehemaligen Eisenbahnstrecke, mit 6.620 Einwohnern
- der benachbarte Urlaubsort Sun Valley mit 1.406 Einwohnern

Carey, die kleinste der fünf Städte im County, liegt abseits der übrigen Siedlungen an der Abzweigung des U.S. Highway 93 vom Highway 20. Sie wurde 1883 von Mormonen gegründet, die auch heute noch den Großteil der etwa 500 Einwohner ausmachen. Östlich von Carey liegt das Craters of the Moon National Monument.

### Gemeindefreie Gebiete
In den gemeindefreien Gebieten liegen
- Triumph, südöstlich von Ketchum, am Standort einer 1957 stillgelegten Silbermine,
- Picabo, westlich von Carey, bedeutet übersetzt „glänzendes Wasser“,
- Galena: in der Nähe der 1870 entdeckten Silbermine, wo nach 1879 eine Stadt mit bis zu 800 Einwohnern stand, befindet sich heute nur noch die ganzjährig als Freizeitzentrum für viele Sommer- und Wintersportarten genutzte Galena Lodge,
- Gimlet, zwischen Hailey und Ketchum
- Sawtooth City im äußersten Nordwesten von Blaine County bei Galena
- sowie die beiden Geisterstädte Boulder City und Vienna.

### Statistische Unterteilung
Für statistische Zwecke ist der County in drei Census County Divisions (CCD) unterteilt. Dabei werden die etwa 6.500 Einwohner, die außerhalb der Stadtgrenzen leben, dem nächstgelegenen städtischen Bereich zugeordnet. So ergibt sich eine Aufteilung der Einwohnerzahlen in
- CCD Hailey/Bellevue: 13.714
- CCD Ketchum: 6.620
- CCD Carey: 1.042

## Persönlichkeiten
- Der amerikanische Schriftsteller Ernest Hemingway (1899–1961) starb 1961 in seinem Haus in Ketchum und wurde auf dem örtlichen Friedhof begraben.
- Steve Miller (* 1943), Gründer der Steve Miller Band, lebt in Ketchum.
- Ezra Pound (1885–1972), amerikanischer Dichter, wurde in Hailey geboren.
- die Skirennläuferin Picabo Street (* 1971) stammt aus Triumph. Ihren Vornamen erhielt sie nach der im County gelegenen Siedlung Picabo.
- Mats Wilander (* 1964), ehemaliger schwedischer Tennisspieler, lebt in Hailey.

## Demografische Daten
Der Volkszählung im Jahr 2000 zufolge lebten hier 18.991 Menschen in 7.780 Haushalten und 4.839 Familien. Die Bevölkerungsdichte betrug 3 Personen pro Quadratkilometer. Ethnisch betrachtet setzte sich die Bevölkerung zusammen aus 90,73 Prozent Weißen, 0,13 Prozent Afroamerikanern, 0,33 Prozent amerikanischen Ureinwohnern, 0,73 Prozent Asiaten, 0,07 Prozent Bewohnern aus dem pazifischen Inselraum und 6,43 Prozent aus anderen ethnischen Gruppen; 1,57 Prozent stammten von zwei oder mehr Ethnien ab. 10,69 Prozent der Bevölkerung waren spanischer oder lateinamerikanischer Abstammung.
Von den 7.780 Haushalten hatten 31,9 Prozent Kinder unter 18 Jahren im gemeinsamen Haushalt. 51,2 Prozent davon waren verheiratete, zusammenlebende Paare. 7,2 Prozent waren allein erziehende Mütter und 37,8 Prozent waren keine Familien. 27,3 Prozent waren Singlehaushalte und in 5,5 Prozent lebten Menschen mit 65 Jahren oder älter. Die Durchschnittshaushaltsgröße betrug 2,40 und die durchschnittliche Familiengröße war 2,96 Personen.
24,0 Prozent der Bevölkerung waren unter 18 Jahre alt, 7,7 Prozent zwischen 18 und 24 Jahre, 32,6 Prozent zwischen 25 und 44 Jahre, 27,9 Prozent zwischen 45 und 64 Jahre. 7,8 Prozent waren 65 Jahre oder älter. Das Durchschnittsalter betrug 37 Jahre. Auf 100 weibliche Personen kamen 107,9 männliche Personen. Auf 100 Frauen im Alter von 18 Jahren und darüber kamen 106,8 Männer.
Das jährliche Durchschnittseinkommen der Haushalte betrug 50.496 USD, das Durchschnittseinkommen der Familien 60.037 USD. Männer hatten ein Durchschnittseinkommen von 35.949 USD, Frauen 27.487 USD. Das Prokopfeinkommen betrug 31.346 USD. 4,9 Prozent der Familien und 7,8 Prozent der Einwohner lebten unterhalb der Armutsgrenze.